# Roberto Simonetti
Roberto Simonetti (Biella, 5 aprile 1973) è un politico italiano.

## Biografia
Si iscrive a Lega Nord nel 1993 e ne diventa militante l'8 gennaio 1995. È stato Segretario di Sezione Valle Elvo, di Circoscrizione e Provinciale di Biella per il partito.
Dal 1995 al 2010 è stato Consigliere Comunale a Mongrando e dal 1999 al 2009 Consigliere Provinciale presso l'Amministrazione di Biella. Successivamente nel 2009 diventa Presidente della Provincia di Biella fino alle dimissioni avvenute nell'ottobre 2012.
Nel 2008 è stato deputato nella XVI legislatura, eletto nelle liste della Lega Nord e fu membro della V Commissione Bilancio, Tesoro e Programmazione. Inoltre fu Capogruppo della Lega Nord alla Commissione Bicamerale per l'Attuazione del Federalismo Fiscale..
Era già stato candidato alla carica di Presidente della provincia biellese nel 1999 e nel 2004 proposto solo dalla Lega, senza essere eletto presidente, ne diventò consigliere.
Simonetti è stato relatore del Rendiconto generale dello Stato 2010 bocciato dalla Camera il 10 ottobre 2011 con 290 si 290 no e nessun astenuto che ha portato alla crisi del Governo Berlusconi IV.
Il 4 dicembre 2011 è nominato Presidente della Commissione Federalismo-Enti Locali del Parlamento del Nord.
Nel 2012 entra nel comitato amministrativo di tesoreria della Lega Nord insieme a Silvana Comaroli, segretario amministrativo del gruppo Lega Nord alla Camera da fine 2011, subentrando ai senatori Roberto Castelli e Piergiorgio Stiffoni dopo lo scandalo su fondi neri elargiti dall'allora tesoriere Francesco Belsito alla famiglia del leader Umberto Bossi dimessosi per questo da Segretario Federale. Nuovo tesoriere sarà l'ex Presidente federale della Lega Nord Stefano Stefani.
Il 9 ottobre 2012, mentre questa precipitava in un drammatico dissesto, annuncia le sue dimissioni da Presidente della Provincia di Biella. Egli motiva così le dimissioni:'[...] in quanto all'epoca la legislazione prevedeva la cancellazione degli enti provinciali' [ma, come noto né la successiva Legge Delrio del 2014 né il referendum costituzionale del 4 dicembre 2016 hanno mai cancellato tali enti], `per i dati drammatici del suo bilancio derivanti dai tagli previsti dal Decreto Salva Italia e dalla Spending review del Governo Monti e, soprattutto, per la volontà di ricandidarsi alle Politiche del 2013 atto incompatibile con la carica di presidente di Provincia`, ma non fu rieletto a seguito del risicato risultato elettorale della Lega Nord che, grazie alle liste bloccate, elesse un deputato nel collegio Piemonte 2: risultò il primo degli esclusi. A seguito delle dimissioni presentate da Gianluca Buonanno, eletto al Parlamento Europeo, Simonetti viene quindi proclamato nuovamente deputato il 25 giugno 2014 nella XVII Legislatura diventando tesoriere del gruppo alla Camera. Fu membro della XI Commissione Lavoro pubblico e privato e della Commissione Parlamentare di inchiesta sugli effetti dell'utilizzo dell'uranio impoverito. Dal 2018 è Direttore Amministrativo del Gruppo Lega - Salvini Premier della Camera dei deputati